# Blockberry Creative
Blockberry Creative (en hangul: 블록베리크리에이티브; RR: Beullokberi Keurieitibeu) fue un sello discográfico con sede en Seúl, Corea del Sur, fundada el 22 de marzo de 2016.

## Historia
Blockberry Creative se estableció oficialmente el 22 de marzo de 2016 como una compañía subsidiaria de Polaris Entertainment.
El 2 de octubre de 2016, Blockberry Creative lanzó su primer proyecto de grupo femenino, Loona (이달의 소녀), que se esperaba que durara 18 meses. El proyecto presentaría individualmente a cada miembro del nuevo grupo lanzando un sencillo en solitario. En marzo de 2018 fueron presentadas todas las miembros.
En la primera mitad de 2018, Go Yu-jin representó a Blockberry Creative en el reality show de supervivencia Produce 48. Fue eliminada en la segunda ronda del programa, terminando en el puesto N.º 31. Go Yu-jin luego rescindió su contrato de aprendiz y dejó Blockberry Creative.
En la segunda mitad de 2021, Choi Yeyoung, Joung Min y Ryu Sion representaron a Blockberry Creative en el reality show de supervivencia Girls Planet 999 del canal Mnet. Joung Min junto con Ryu Sion fueron eliminadas en la primera ronda del programa. Choi Yeyoung fue eliminada en la segunda ronda de eliminaciones.
En febrero de 2022, la cantante Sunye, exvocalista y líder de Wonder Girls, firmó un contrato con Blockberry Creative. El 16 de marzo de 2022, Blockberry anunció su primer proyecto de grupo masculino, Boy of the Month (이달 의 소년).

## Artistas
- Geenius

## Ex artistas
- Sunye
- Loona

## Grupos
- Loona
  - Chuu (2017–2022)
  - Kim Lip (2017–2023)
  - JinSoul (2017–2023)
  - Choerry (2017–2023)
  - HeeJin (2016–2023)
  - HyunJin (2016–2023)
  - ViVi (2016–2023)
  - HaSeul (2016–2023)
  - YeoJin (2016–2023)
  - Yves (2017–2023)
  - Go Won (2018–2023)
  - Olivia Hye (2018–2023)

### Subunidades
- Loona 1/3
- Loona Odd Eye Circle
- Loona yyxy